# Rambo-Foulbé
Pour les articles homonymes, voir Rambo.
Rambo-Foulbé est une localité située dans le département de Rambo de la province du Yatenga dans la région Nord au Burkina Faso.

## Géographie
Rambo-Foulbé est une localité située à proximité du chef-lieu du département, Rambo, et peuplée historiquement de Peuls.

## Santé et éducation
Le centre de soins le plus proche de Rambo-Foulbé est le centre de santé et de promotion sociale (CSPS) de Rambo tandis que le centre médical avec antenne chirurgicale (CMA) se trouve à Séguénéga.